# Dustin Rhodes
Dustin Patrick Runnels (Milford (Connecticut), 11 april 1969) is een Amerikaans professioneel worstelaar die onder de ringnamen Dustin Rhodes en Goldust vier periodes bekend was in de WWE.
Als worstelaar was hij actief in de All Elite Wrestling. Dustin was ook bekend in de World Championship Wrestling (WCW) en Total Nonstop Action Wrestling (TNA).

## Persoonlijk leven
Runnels is de zoon van Virgil Riley Runnels Jr. (Dusty Rhodes). Hij is ook de halfbroer van Cody Garrett Runnels (Cody Rhodes).

## In het worstelen
- Afwerkingsbewegingen
  - Curtain Call
  - Director's Cut / Shock Treatment (Snap scoop powerslam pin)
  - Final Cut
  - Golden Globes / Shattered Dreams

- Kenmerkende bewegingen
  - Bronco buster
  - Hair–pull slam
  - Hip attack
  - Inverted atomic drop
  - Running one–handed bulldog
  - Uppercut, sometimes as a back body drop counter

## Prestaties
- American Combat Wrestling
  - ACW Heavyweight Championship (1 keer)

- Coastal Championship Wrestling
  - CCW World Heavyweight Championship (1 keer)

- NWA Florida
  - NWA Florida Heavyweight Championship (1 keer)
  - NWA Florida Tag Team Championship (1 keer met Mike Graham)

- Turnbuckle Championship Wrestling
  - TCW Heavyweight Championship (1 keer)

- World Championship Wrestling
  - WCW United States Heavyweight Championship (2 keer)
  - WCW World Six-Man Tag Team Championship (1 keer met Big Josh en Tom Zenk)
  - WCW World Tag Team Championship (2 keer; 1x met Ricky Steamboat en 1x met Barry Windham)

- World Wrestling Federation/World Wrestling Entertainment
  - WWF Hardcore Championship (9 keer)
  - WWF Intercontinental Championship (3 keer)
  - WWE World Tag Team Championship (1 keer: met Booker T)
  - WWE Tag Team Championship (2 keer: met Cody Rhodes)
  - Slammy Award
    - "Frequent Tweeter Award" (2010)